# Cedric Wilmes
Cedric Wilmes (Allagen, 1994. január 13. –) német korosztályos válogatott labdarúgó, aki jelenleg szabadúszó játékos.

## Statisztika
| Klub információ       | Klub információ       | Klub információ       | Bajnokság | Bajnokság | Kupa      | Kupa      | Nemzetközi | Nemzetközi | Összesen | Összesen |
| Szezon                | Klub                  | Bajnokság             | Mérk.     | Gól       | Mérk.     | Gól       | Mérk.      | Gól        | Mérk.    | Gól      |
| Németország           | Németország           | Németország           | Bajnokság | Bajnokság | DFB-Pokal | DFB-Pokal | UEFA       | UEFA       | Összesen | Összesen |
| --------------------- | --------------------- | --------------------- | --------- | --------- | --------- | --------- | ---------- | ---------- | -------- | -------- |
| 2013–14               | Alemannia Aachen II   | Mittelrheinliga       | 5         | 0         | 0         | 0         | 0          | 0          | 5        | 0        |
| 2013–14               | Alemannia Aachen      | Regionalliga West     | 0         | 0         | 0         | 0         | 0          | 0          | 0        | 0        |
| 2013–14               | Preußen Münster       | 3. Liga               | 0         | 0         | 0         | 0         | 0          | 0          | 0        | 0        |
| Összesen              | Németország           | Németország           | 5         | 0         | 0         | 0         | 0          | 0          | 5        | 0        |
| Karrier teljesítménye | Karrier teljesítménye | Karrier teljesítménye | 5         | 0         | 0         | 0         | 0          | 0          | 5        | 0        |

## Sikerei, díjai
- Németország U17
  - U17-es labdarúgó-Európa-bajnokság ezüstérmes: 2011
  - U17-es labdarúgó-világbajnokság bronzérmes: 2011